# Siegfried Roedenbeck
Robert Rudolph Siegfried Roedenbeck (* 25. Juli 1851 in Trebnitz, Schlesien; † 18. November 1914 in Berlin) war ein deutscher Jurist und zuletzt Senatspräsident.

## Leben
Roedenbeck wurde als Sohn des Staatsanwalts Paul Rudolf Siegfried Roedenbeck und dessen Ehefrau Hedwig Robertine Freiin von Eberstein in Trebnitz/Schlesien geboren.
Er erhielt seine erste Ausbildung durch Privatunterricht im Elternhaus, die dann durch Besuch der Gymnasien in Posen und Marburg vervollständigt wurde. Nach Ablegung des Abiturs diente er als Einjährig-Freiwilliger im Hessischen Jäger-Bataillon Nr. 11. Als Premierlieutenant nahm er 1870/71 am Deutsch-Französischen Krieg teil und erlebte die Schlachten bei Weissenburg, Wörth, Sedan und die Belagerung von Paris. Das Studium der Rechtswissenschaften betrieb er in Marburg und Halle. Nach Ablegung der juristischen Prüfung und erfolgreicher Promotion 1874 trat er in Halle am königlichen Kreisgericht den Vorbereitungsdienst als Referendar an.
Roedenbeck war seit 1881 mit Meta von Gertell verheiratet. Aus der Ehe gingen sechs Kinder hervor.
Nach Abschluss der Ausbildung war er zunächst als Amtsrichter in Havelberg und Potsdam eingesetzt. Ab 1895 war er als Landgerichtsrat beim Kammergericht in Berlin tätig, dort wurde er 1906 Senatspräsident und Geheimer Oberjustizrat.
Er verstarb 1914 in Berlin an einem Herzschlag.

## Auszeichnungen
- Eisernes Kreuz II. Klasse (für Wörth)
- Roter Adlerorden 4. Klasse
- Königlicher Kronen-Orden 3. Klasse
- Landwehrdienstauszeichnung 1. Klasse

## Schriften
- Inaugural-Dissertation an der Jur. Fakultät der Universität Halle, Thema: die Antichresis
- Der Zweikampf im Verhältnis zu Tötung und Körperverletzung. Halle 1883
- Das Polizeiverordnungsrecht in Preußen: mit besonderer Beziehung auf die Sonntagsruhe. Magdeburg 1884
- Der Gerichtssaal: Volenti non fit iniuria. Stuttgart 1885
- Mehrere Aufsätze in: Zeitschrift für Deutschen Civilprozeß, Bde. 9, 13, 15, 18 und 20